# Honda CBF 600

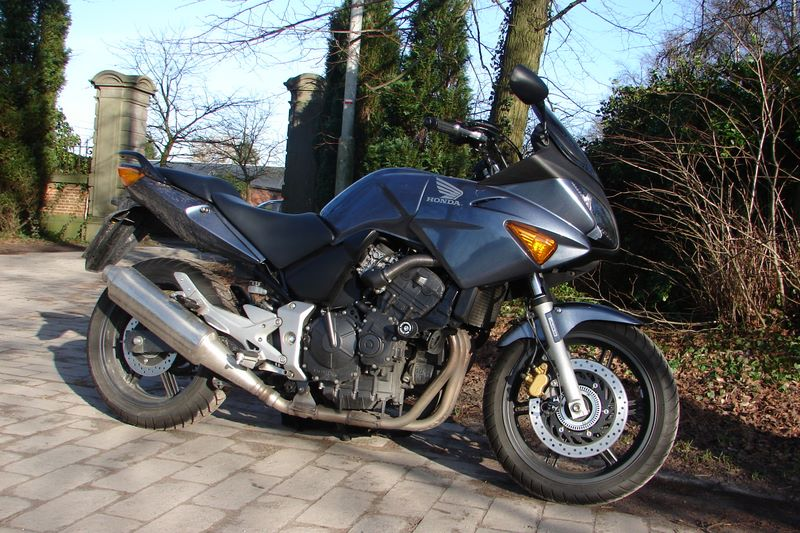
Honda CBF600

De Honda CBF600 is een motorfiets van Honda.

## Inleiding
De Honda CBF600 wordt verkocht vanaf 2004 en is een sportieve touringmotor die zowel de beginner als de ervaren motorrijder ten dienste kan zijn in alle omstandigheden. Zowel de zetelhoogte als de stuurafstand is aanpasbaar, zodat iedereen een goede rijhouding vindt.

## Versies
De Honda CBF600 is verkrijgbaar in twee versies, als naked bike of met kuip al dan niet met antiblokkeersysteem.

## Technische specificaties
Vier cilinder, 34mm cv carburateurs, 600cc, watergekoeld, 57kW (75 pk) bij 10.500 omwentelingen per minuut, zes versnellingen, tandwielen en ketting, 202 kg, negentien liter tankinhoud